# Борисов, Валентин Тихонович
Валенти́н Ти́хонович Бори́сов (20 июля 1901, Богодухов — сентябрь 1988, Харьков) — украинский советский композитор, профессор, музыкально-общественный деятель и педагог, заслуженный деятель искусств Украинской ССР.
Был женат на музыковеде Лине Тюменевой.
Скончался от рака гортани в возрасте 87 лет.
В Харькове на доме где жил и работал (ул. Культуры д.3) установлена мемориальная доска.

## Биография
В 1927 году окончил Харковський музыкально-драматический институт по классу композиции под руководством С. С. Богатырёва.
Работал музыкальным редактором Украинского и Харьковского областного радио, ответственным секретарём областной организации Союза композиторов Украины

### Годы войны
В годы Великой Отечественной войны жил в Дагестане (1941—1942), где был управляющим музыкальным отделом Комитета по делам искусств, художественным руководителем концертного бюро, заведующим музыкальной частью кукольного театра в Махачкале. Переехав затем в Ташкент (1942), создал симфоническую «Поэму о Родине».
В 1944 году вернулся в освобождённый Харьков и стал преподавателем, доцентом, исполняющим обязанности профессора Харьковской консерватории по классу композиции, инструментовки и чтения партитур.

### Послевоенные годы
В 1944—1948 годах возглавлял правление Харьковской организации Союза композиторов Украины.
В 1944—1949 — ректор Харьковской консерватории.
В. Борисов — один из соавторов Государственного гимна Украинской ССР, заслуженный деятель искусств УССР (1971), награждён орденом «Знак Почёта», Почётной Грамотой Президиума Верховного Совета УССР, Грамотой Верховного Президиума Казахской ССР, медалями.
С 1973 года — заведующий кафедрой композиции и инструментовки Харьковского института искусств.
С 1977 года — профессор.

## Творчество
Жанровый круг — симфоническая и камерная музыка, хоры и песни, обработки народных песен, музыка к театральным постановкам. Сильной стороной музыки В. Борисова считается оригинальная, яркая, колоритная оркестровка.

## Основные сочинения

### Симфонические произведения
- 1953 — Четыре украинские песни. Партитура. М., «Советский композитор», 1959. 15'
- 1957 — Симфония № 1. Партитура. К., «Музична Украіна», 1968. 31'
- 1963 — Симфония № 2. Партитура. К., «Музична Украіна», 1971. 33'
- 1967 — «Памяти павших», ода. Рукопись. 6'
- 1972 — Дивертисмент, сюита. Рукопись. 19'
- 1973 — Концерт № 1 для фортепиано с оркестром. К., «Музична Украіна», 1978. 15'
- 1977 — Музыка для струнных. К., «Музична Украіна», 1977. 15'
- 1978 — Симфония № 3 для струнного оркестра. Рукопись. 20'
- 1979 — Концерт № 2 для фортепиано с оркестром. Рукопись. 25'

### Вокально-симфонические произведения
- 1952 — «Народный праздник», кантата, стихи Ф. Голубничего. К., «Мистецтво», 1963. 19'
- 1973 — «Свадьба», оратория в девяти частях для двух солистов, хора и оркестра. Рукопись. 40'

### Камерно-инструментальная музыка
- 1926 — Квартет № 1. К., «Мистецтво», 1964. 12'
- 1928 — Квартет № 2. Рукопись. 40'
- 1954 — Прелюдия и фуга на украинскую и русскую народные темы для фортепиано. 10'
- 1964 — Квартет № 3. К., «Музична Украіна», 1971. 8'

### Хоры, ансамбли, песни, романсы
- 1948 — «У долинi село лежить», стихи И. Франко. К., Музфонд УССР, 1950. 3'
- 1949 — «Ленинское завещание», хор а капелла. К., Музфонд УССР, 1951. 4'